# Brett Ormerod
Brett Ryan Ormerod (Blackburn, 18 oktober 1976) is een Engels voormalig betaald voetballer die bij voorkeur speelde als aanvaller. Ormerod gaat door als een clubicoon van Blackpool. Met Blackpool en Southampton was Ormerod actief in de Premier League.

## Clubcarrière

### Accrington en Blackpool
Ormerod begon zijn profcarrière bij Accrington Stanley, spelend op het zevende niveau van Engeland. In de Northern Premier League scoorde Ormerod prompt 32 maal uit 54 wedstrijden. Ormerod werd opgeleid door Blackburn Rovers, maar stroomde niet door naar het eerste elftal. Na uitstekende prestaties bij Accrington verhuisde hij in 1997 naar derdeklasser Blackpool. Ormerod, die nog even in een textielfabriek heeft gewerkt – waar hij naar eigen zeggen amper £ 130 per week zou hebben verdiend – en daarmee een gelijkaardig parcours aflegde als Jamie Vardy jaren later, groeide onder trainers Nigel Worthington en Steve McMahon uit tot een onmisbare schakel van het elftal. 2001/02 werd zijn beste (halve) seizoen bij de club. Ormerod versierde een transfer naar Premier League-club Southampton, dat 1,75 miljoen Britse pond op tafel legde. Tussen augustus en december 2001 had Ormerod namelijk 13 competitiedoelpunten gescoord voor Blackpool. Ook Wigan Athletic was in hem geïnteresseerd. Nochtans hing de loopbaan van Ormerod even aan een zijden draadje. In oktober 1999 liep hij namelijk een open botbreuk op aan de scheen en kuit.

### Southampton
Southampton was het meest concreet en toenmalig trainer Gordon Strachan wilde hem absoluut bij de club. Pas in zijn tweede seizoen bij de Saints vond Ormerod gemakkelijk de weg naar doel. In zijn eerste seizoen scoorde hij simpelweg niet. Vervolgens ging het beter met de productiviteit van Ormerod. Zo scoorde hij op 5 oktober 2002 beide doelpunten tegen Manchester City. Drie dagen eerder liet Ormerod een hattrick noteren tegen Tranmere Rovers in de League Cup. Met Southampton speelde hij de finale van de FA Cup in 2003. Southampton verloor met 1–0 van Arsenal, dat een jaar niet zou verliezen. Ormerod speelde naast James Beattie centraal in de aanval. Robert Pirès scoorde het enige doelpunt in de 37ste minuut. In het voorjaar van 2005 werd Ormerod uitgeleend aan Wigan Athletic, maar in april werd hij door coach Harry Redknapp teruggefloten toen Peter Crouch geblesseerd uitviel. Ormerod scoorde twee doelpunten voor tweedeklasser Wigan in dezelfde wedstrijd, tegen Leicester City in het King Power Stadium. Southampton degradeerde uit de Premier League, maar Ormerod bleef de club nog een seizoen trouw. In 2006 verliet hij ten slotte St. Mary's Stadium. Ormerod speelde 98 competitiewedstrijden voor Southampton, waarin hij tekende voor 13 doelpunten. Uiteindelijk waren de speelkansen van Ormerod beperkt geworden en in september 2004 verkaste hij op huurbasis naar Leeds United en daarna, in 2005, dus Wigan.

### Preston North End
Ormerod tekende een contract bij Preston North End, de aartsrivaal van Blackpool. Ormerod had slechts dertien minuten nodig om te scoren voor Preston. Tegen Crystal Palace scoorde hij meteen bij zijn debuut. Op 8 mei 2006 brak Ormerod opnieuw zijn scheenbeen, in de terugwedstrijd van de halve finale van de play-offs voor promotie naar de Premier League tegen Leeds United. Een drieste tackle van Leeds United-speler Jonathan Douglas was de oorzaak. In drie (onvolledige) seizoenen bij Preston scoorde hij dertien doelpunten in competitieverband. In 2008 werd hij verhuurd aan Nottingham Forest en Oldham Athletic – waar hij een gebroken teen opliep.

### Terugkeer naar Blackpool
Op 30 januari 2009 werd bekend dat Ormerod na acht jaar zou terugkeren naar tweedeklasser Blackpool. Opnieuw oogstte Ormerod grootse successen bij de club waar hij naam had gemaakt. Op 7 maart 2009 scoorde Ormerod zijn 100ste doelpunt voor Blackpool, een 2–0 thuisoverwinning voor Blackpool op Bloomfield Road tegen Norwich City. In 2010 promoveerde Ormerod met Blackpool naar de Premier League. Blackpool won de finale van de play-offs van de Football League Championship tegen Cardiff City. Ormerod en zijn makker in de spits, Jason Euell, hadden een groot aandeel bij het verwezenlijken van de allereerste promotie naar de Premier League. Op 14 augustus 2010 werd Ormerod de eerste speler in de clubgeschiedenis van Blackpool die met de club actief is geweest in de vier hoogste Engelse divisies. Blackpool won die dag op spectaculaire wijze haar eerste Premier League-wedstrijd met 0–4 op bezoek bij Wigan, waar Ormerod zelf heeft gespeeld.
Blackpool, naast Ormerod ook met aanvoerder Charlie Adam, degradeerde aan het einde van het seizoen 2010/11 meteen uit de Premier League. Adam diende daarop een transferverzoek in en ook Ormerod verliet enkele maanden later de club van zijn hart. Ormerod trok de poort van Bloomfield Road achter zich dicht in 2012 na een uitleenbeurt aan Rochdale (vanaf januari 2012). De laatste twee seizoenen van zijn profcarrière sleet Ormerod bij Conference Premier League-club Wrexham.
Ormerod, op dat moment actief als amateur bij Bamber Bridge, hing zijn voetbalschoenen definitief aan de haak op 21 januari 2016.